# Ladislav Smoljak
Ladislav Smoljak, né à Prague (Tchécoslovaquie) le 9 décembre 1931 et mort à Kladno (République tchèque) le 6 juin 2010, est un réalisateur et metteur en scène tchèque, également acteur et scénariste.

## Biographie
Ladislav Smoljak est membre fondateur, en 1966, du théâtre Jára-Cimrman (cs) (Divadlo Járy Cimrmana).
Il est le père de l'acteur David Smoljak, né en 1959.

## Filmographie partielle

### Comme acteur
- 1971 : Monsieur, vous êtes veuve de Václav Vorlíček
- 1978 : Kulový Blesk

### Comme scénariste
- 1976 : Marečku, podejte mi pero!